# Carlos Múnera
Carlos Múnera (Medellín, Colombia; 15 de abril de 1991) es un futbolista colombiano. Juega como volante de creación y su equipo actual es el Boyacá Chicó de la Categoría Primera A colombiana.

## Clubes
|                   | País     | Año  |
| ----------------- | -------- | ---- |
| Atlético Nacional | Colombia | 2011 |
| Real Santander    | Colombia | 2012 |
| Boyacá Chicó      | Colombia | 2015 |

## Palmarés

### Torneos nacionales
|                 | Club              | País     | Año  |
| --------------- | ----------------- | -------- | ---- |
| Torneo Apertura | Atlético Nacional | Colombia | 2011 |